# Cerkiew Narodzenia Pańskiego w Szipce
Cerkiew Narodzenia Pańskiego (bułg. Храм-паметник „Рождество Христово“) – cerkiew prawosławna w mieście Szipka, 13 km poniżej przełęczy Szipka. Jest pierwszym w historii pomnikiem przyjaźni rosyjsko-bułgarskiej.

## Historia
Pomysłodawczynią budowy cerkwi-pomnika była Olga Nikołajewna Skobielewa, matka gen. Skobielewa. Na czele komitetu budowy cerkwi stanął hrabia Nikołaj Pawłowicz Ignatiew. Budynek miał upamiętniać udział Rosjan w bitwie na przełęczy Szipka. Pieniądze na cel budowy pochodziły z dobrowolnych składek wiernych prawosławnych z Rosji i Bułgarii. Prace budowlane trwały od 1885 do 1902. Przy cerkwi wzniesiono męski monaster, dom pielgrzyma i seminarium duchowne. Poświęcenie całego kompleksu miało miejsce 27 września 1902, w 25. rocznicę bitwy na przełęczy Szipka.
Przez cały okres istnienia cerkiew i przylegające do niej obiekty pozostawały własnością Rosyjskiego Kościoła Prawosławnego. Dopiero w 2005 Rosjanie przekazali kompleks lokalnemu, Bułgarskiemu Kościołowi Prawosławnemu.

## Architektura

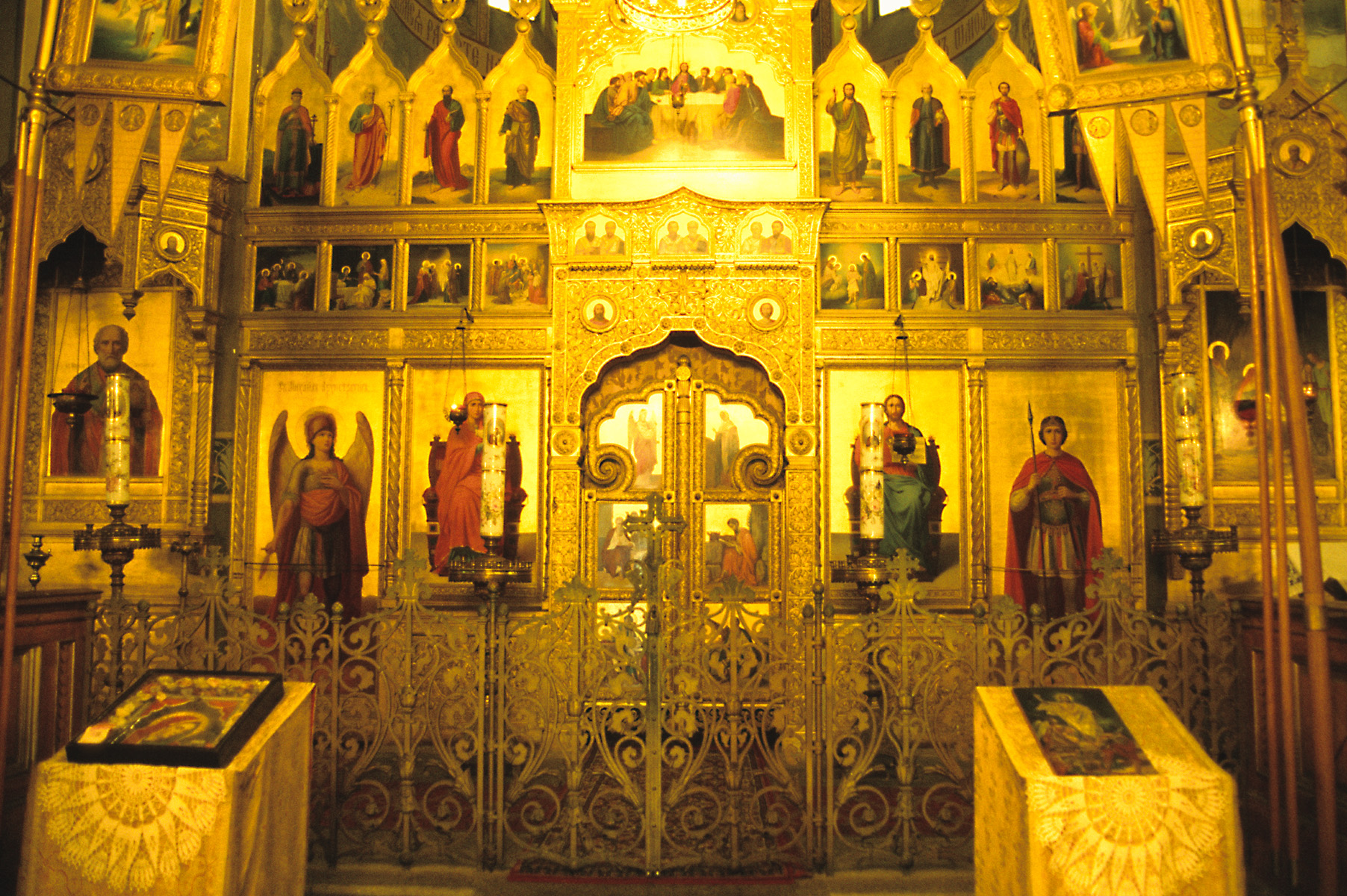
Ikonostas

Budynek naśladuje architekturę staroruską i cerkwie Złotego Pierścienia Rosji. Jest wzniesiony na planie kwadratu, z wysuniętą przed poziom elewacji dzwonnicą oraz trzema absydami. Świątynię wzniesiono z czerwonej cegły, jednak ozdobne obramowania okien i ośle łuki powyżej dachu są białe. Ponad nawą i prezbiterium wznosi się pięć złoconych kopuł z krzyżami – największa w centrum dachu i cztery mniejsze w narożnikach budynku. Dzwonnica ma formę bogato zdobionego ostrosłupa wykończonego niewielką kopułą; podobną formę mają inne, boczne wieże świątyni. W cerkwi znajdują się 34 marmurowe płyty, na których wypisane zostały rosyjskie jednostki wojskowe walczące na przełęczy Szipka. Wymieniono na nich również wybrane nazwiska poległych żołnierzy rosyjskich i ochotników bułgarskich. We wnętrzu znajdują się groby nieznanych żołnierzy obydwu narodowości. Na dzwonnicy cerkiewnej zawieszone zostały dzwony przywieziony z Rosji, z których największy waży 11 643 kilogramy i został ufundowany przez cara Mikołaja II. Ikonostas cerkwi jest trzyrzędowy, złocony.